# The Complete Recordings of Krzysztof Komeda vol. 1, 2 – Live in Copenhagen
Live in Copenhagen – zapis koncertu kwintetu Krzysztofa Komedy, który odbył się w Jazz Clubie "Montmartre", w Kopenhadze, w 1965. Wydawnictwo to tworzy pierwszą z dziewiętnastu części box setu The Complete Recordings of Krzysztof Komeda.

## Utwory

### CD 1
1. Repetition
2. Svantetic
3. Sophia's Tune
4. Kattorna

### CD 2
1. Crazy Girl
2. II (Roman Two)

## Skład
- Krzysztof Komeda - fortepian
- Michal Urbaniak - saksofon
- Tomasz Stanko - trąbka
- Bo Stief - gitara basowa
- Simon Kopel - perkusja